# Chhaprauli
Chhaprauli là một thị xã và là một nagar panchayat của quận Baghpat thuộc bang Uttar Pradesh, Ấn Độ.

## Địa lý
Chhaprauli có vị trí 29°13′B 77°11′Đ / 29,22°B 77,18°Đ Nó có độ cao trung bình là 240 mét (787 foot).

## Nhân khẩu
Theo điều tra dân số năm 2001 của Ấn Độ, Chhaprauli có dân số 17.795 người. Phái nam chiếm 54% tổng số dân và phái nữ chiếm 46%. Chhaprauli có tỷ lệ 56% biết đọc biết viết, thấp hơn tỷ lệ trung bình toàn quốc là 59,5%: tỷ lệ cho phái nam là 66%, và tỷ lệ cho phái nữ là 43%. Tại Chhaprauli, 15% dân số nhỏ hơn 6 tuổi.